# Richard Wyndham
Guy Richard Charles Wyndham (Canterbury, 29 de agosto de 1896 – Palestina, 19 de maio de 1948) foi um pintor, gravurista, autor e militar britânico. Ele fez muitas viagens a trabalho para o sul da Europa e morreu na Palestina enquanto cobria a guerra como correspondente do The Sunday Times. Era membro do Bright Young People, grupo de jovens ricos e despreocupados da década de 1920 na Grã-Bretanha.

## Biografia
Nascido em uma família da aristocracia rural, em Canterbury, Wyndham foi educado no Wellington College, em Berkshire, e na Real Academia Militar de Sandhurst.
Ele serviu como tenente no King's Royal Rifle Corps, um regimento de rifle de infantaria do Exército Britânico, e, durante a Primeira Guerra Mundial, lutou na Segunda Batalha de Ypres, sendo condecorado com a Cruz Militar.
Entediado com a vida de um cavalheiro do campo, Wyndham começou a estudar arte; ele foi pupilo do pintor e romancista Wyndham Lewis.
Ele comprou o Tickerage Mill, uma residência nos arredores de Uckfield, Sussex, perto de seu amigo, o também pintor Edward Wadsworth. Wyndham dirigia carros velozes, pilotava seu próprio avião e festejava com membros do Bright Young People, grupo de jovens boêmios da alta sociedade britânica.

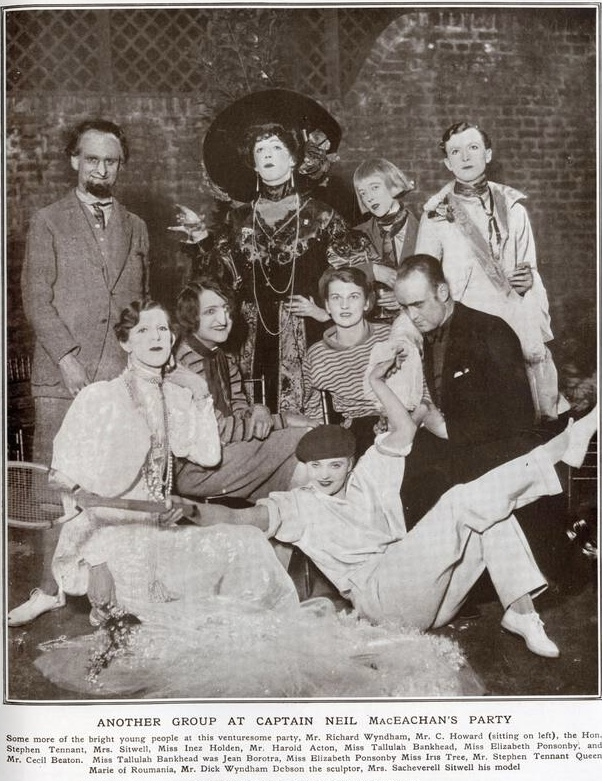
Grupo Bright Young People numa festa à fantasia em 1927; Wyndham está listado na legenda da fotografia.

Casou-se 1920 em primeiras núpcias com Iris Winifred Youell Bennett (divorciados em 1925) e, pela segunda vez, com Grethe Wulfsberg em 1930.
Wyndham expôs nas Galerias Goupil e Leicester e Tooth, tendo uma primeira exposição individual nesta última em 1933, e teve obras compradas por Edward Marsh, Galerias de Arte do Manchester City e galerias em Brighton, Hull, Rochdale e Belfast.
Ele morreu em 1948 na Palestina, enquanto cobria a guerra como correspondente do The Sunday Times.

## Lista de pinturas
| Imagem | Título                    | Data          | Material | Coleção |
| ------ | ------------------------- | ------------- | -------- | ------- |
|        | Winter Landscape          | c. 1925       |          |         |
|        | A Dinka Herdsman          | 1927/1937     |          |         |
|        | The Medway near Tonbridge | 1936          |          |         |
|        | The Pink Boat             | 1938          |          |         |
|        | Tickerage Mill            | c. 1939       |          |         |
|        | Summer Landscape (1)      | 1947          |          |         |
|        | Still Waters              | antes de 1948 |          |         |
|        | Storm over Greece         | antes de 1948 |          |         |
|        | Summer Landscape (2)      | antes de 1948 |          |         |